# Hemifusus colosseus
Hemifusus colosseus (nomeada, em inglêsː colossal false fusus ou giant stair shell) é uma espécie de molusco gastrópode, marinho e predador, pertencente à família Melongenidae, na subclasse Caenogastropoda e ordem Neogastropoda. Foi classificada por Jean-Baptiste de Lamarck, em 1816 (não Lamarck, 1822), com a denominação de Fusus colosseus; sendo a espécie-tipo de seu gênero (Hemifusus). Habita áreas de águas profundas, fora da costa, na zona nerítica do Extremo Oriente, principalmente entre o Sudeste Asiático e Taiwan; incluindo a península da Malásia, mar da China Meridional, mar da China Oriental e o Japão.

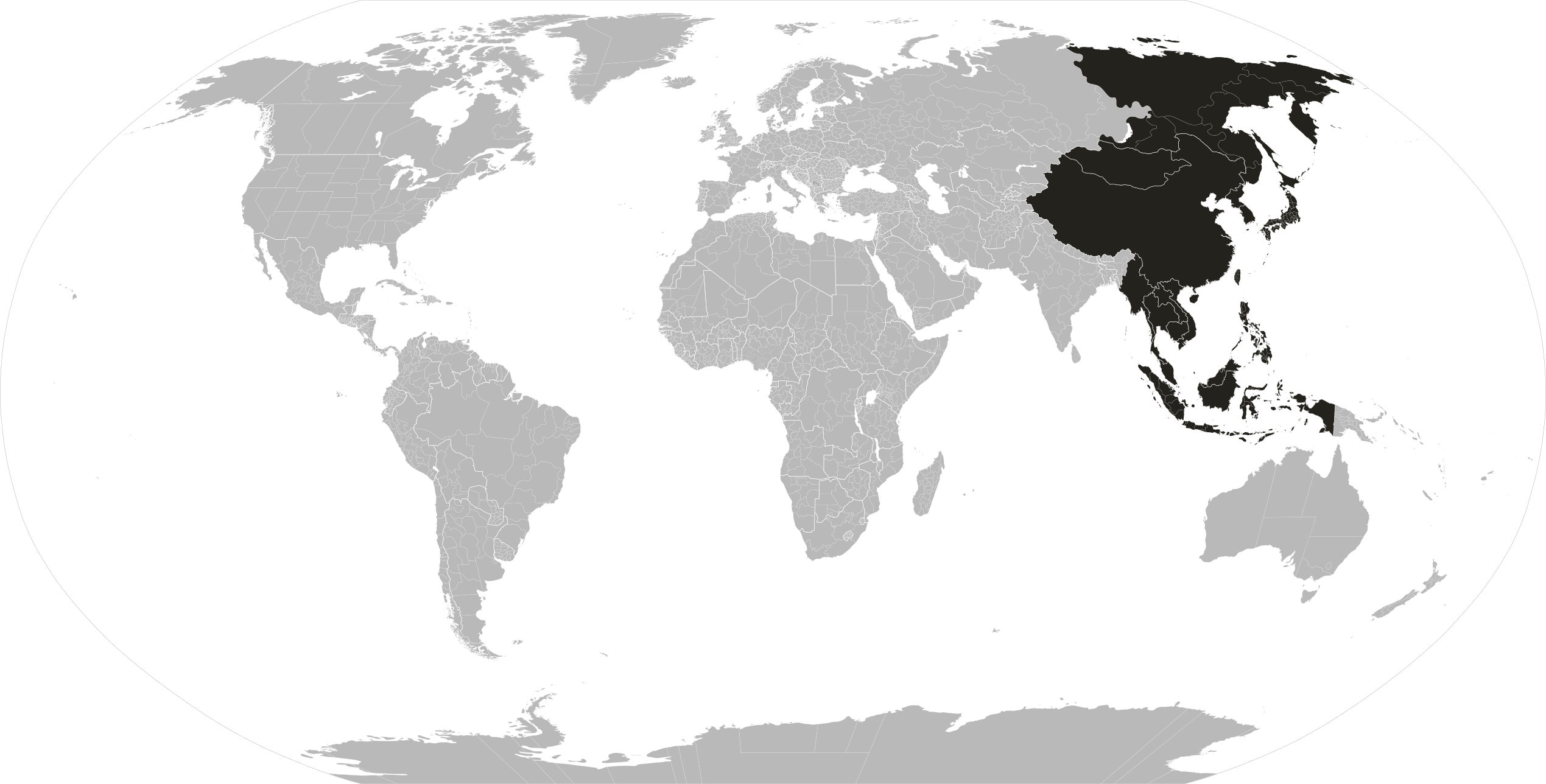
A distribuição geográfica das espécies de H. colosseus é o Extremo Oriente (em azul, no mapa), entre o Sudeste Asiático e Taiwan[3]; incluindo a península da Malásia, mar da China Meridional, mar da China Oriental e o Japão.

## Descrição da concha
Sua concha é fusiforme, arredondada ou angular em sua volta final, com, no máximo, 42.3 centímetros de comprimento quando desenvolvida; de espiral moderadamente alta e canal sifonal destacado. Sua característica mais marcante é a presença de uma superfície estriada, às vezes com uma série de projeções espiniformes nas extremidades de suas voltas finais. Abertura dotada de lábio externo fino e interior branco-esmaltado, dotada de grande opérculo córneo e oval, em forma de unha e com anéis concêntricos. A sua columela não possui pregas. Sua coloração vai do branco ao amarelado, recoberta por um perióstraco castanho.